# آنمون قفقازی
آنمون قفقازی(نام علمی: Anemone caucasica) نام یکی از گونه‌های شقایق نعمانی است.